# 초콜릿 아이스크림

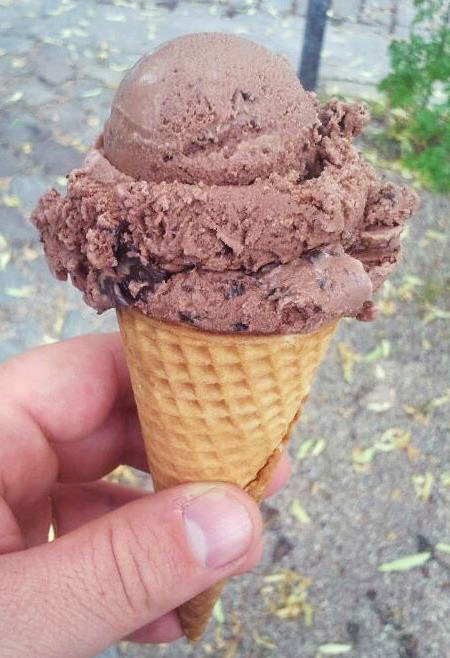
초콜릿 아이스크림의 아이스크림 콘

초콜릿 아이스크림(영어: Chocolate ice cream)은 천연 또는 인공 초콜릿 향을 첨가한 아이스크림이다. 아이스크림의 가장 오래된 맛 중 하나이자 세계에서 가장 인기 있는 맛 중 하나이기도 하다. 단독으로 판매되는 경우가 가장 많지만, 다른 맛의 베이스로도 사용된다.

## 역사
최초의 냉동 초콜릿 조리법은 1693년 이탈리아 나폴리에서 안토니오 라티니의 더 모던 스튜어드(The Modern Steward)에 게재되었다. 초콜릿은 바닐라 이전에 만들어진 최초의 아이스크림 맛 중 하나였다. 핫초콜릿, 커피, 차와 같은 일반적인 음료가 냉동 디저트로 변한 최초의 식품이기 때문이다. 핫 초콜릿은 17세기 유럽에서 커피, 차와 함께 인기 있는 음료가 되었으며, 세 가지 음료 모두 냉동 및 냉동되지 않은 디저트를 만드는 데 사용되었다. 라티니는 음료를 기반으로 두 가지 얼음 레시피를 제작했는데, 둘 다 초콜릿과 설탕만 포함했다. 1775년 이탈리아 의사 필리포 발디니(Filippo Baldini)는 데 소르베티(De sorbetti)라는 논문을 썼는데, 여기서 그는 통풍과 괴혈병을 포함한 다양한 질병에 대한 치료제로 초콜릿 아이스크림을 추천했다.
초콜릿 아이스크림은 19세기 후반 미국에서 인기를 끌었다. 미국 최초의 아이스크림 광고는 1777년 5월 12일 뉴욕에서 필립 렌지(Philip Lenzi)가 공식적으로 아이스크림을 "거의 매일" 판매한다고 발표하면서 시작되었다. 1800년까지 아이스크림은 주로 엘리트들이 즐기는 희귀하고 이국적인 디저트였다. 약 1800개의 단열 아이스 하우스가 발명되었고 아이스크림 제조는 곧 미국의 산업이 되었다.

## 생산
초콜릿 아이스크림은 일반적으로 코코아 가루와 바닐라 아이스크림을 만드는 데 사용되는 계란, 크림, 바닐라, 설탕을 혼합하여 만든다. 때로는 초콜릿 주류가 코코아 가루와 함께 사용되거나 초콜릿 맛을 내기 위해서만 사용되기도 한다. 코코아 가루는 초콜릿 아이스크림에 갈색을 띠게 하며, 다른 색소를 첨가하는 경우는 흔하지 않다.
식품에 대한 국제 표준 세트를 제공하는 코덱스 알리멘타리우스(Codex Alimentarius)에서는 초콜릿 아이스크림의 맛이 믹스 중량의 최소 2.0~2.5%를 구성하는 무지방 코코아 고형분에서 나와야 한다고 명시하고 있다. 미국연방규정집은 추가 감미료 사용을 고려하여 "코코아 고형분 중량의 2.5배만큼 유지방 및 총유고형분 함량 감소를 허용"한다.
캐나다와 미국 모두 초콜릿 아이스크림의 최소 지방 함량은 레시피에 포함된 초콜릿 감미료의 양에 관계없이 8%이다.

## 같이 보기
- 쿠키 앤드 크림
- 나폴리 아이스크림
- 바닐라 아이스크림
- 로키 로드 (아이스크림)

1. ↑  National Academies of Sciences, Engineering, and Medicine; Health and Medicine Division; Food and Nutrition Board; Committee to Review the Dietary Reference Intakes for Sodium and Potassium (2019). 〈Chapter 4: Potassium: Dietary Reference Intakes for Adequacy〉.   Oria, Maria; Harrison, Meghan; Stallings, Virginia A. 《Dietary Reference Intakes for Sodium and Potassium》. The National Academies Collection: Reports funded by National Institutes of Health. Washington, DC: National Academies Press (US). 120–121쪽. doi:10.17226/25353. ISBN 978-0-309-48834-1. PMID 30844154. 2024년 12월 5일에 확인함.
2. ↑  United States Food and Drug Administration (2024). “Daily Value on the Nutrition and Supplement Facts Labels”. 《FDA》. 2024년 3월 27일에 원본 문서에서 보존된 문서. 2024년 3월 28일에 확인함.